# John McLean (Leichtathlet)
John McLean (John Frederick McLean; * 10. Januar 1878 in Menominee Michigan; † 4. Juni 1955) war ein US-amerikanischer Leichtathlet und Medaillengewinner bei Olympischen Spielen.
McLean erwarb an der University of Michigan einen Abschluss in Wirtschaftsrecht. Sein sportliches Talent lag beim Hürdenlauf. Er konnte zwar nie einen nationalen Titel erreichen, doch im Juni des Jahres 1900 machte er mit einem Sieg bei den Meisterschaften der westamerikanischen Universitäten (Western Intercollegiate Championships) im Hürdenlauf über 220 Yards auf sich aufmerksam. Damit empfahl er sich für die einige Wochen später im Jahr ausgetragenen Olympischen Spiele 1900 in Paris, zu denen er schließlich auch von seiner Universität entsendet worden war.
McLean beteiligte sich in Paris nicht nur am 110-Meter-Hürdenlauf, mit seiner Kombination aus Sprungkraft und Schnelligkeit rechnete er sich auch Chancen im Weitsprung, Dreisprung und Standdreisprung aus.
Sein erster Wettkampf war am 14. Juli der 110-Meter-Hürdenlauf. Bereits im Vorlauf traf er auf seine härtesten Konkurrenten, seine Landsleute Alvin Kraenzlein und Frederick Moloney. Als Dritter musste er noch einen Hoffnungslauf bestreiten, in dem er sich schließlich für das Finale mit fünf Läufern qualifizierte. Dort kam McLean durch einen Fehler des Starters sofort in Führung, wurde aber vom überragenden Kraenzlein noch überholt, konnte jedoch seinen zweiten Platz gegenüber Moloney verteidigen.
Noch am selben Tag bestritt McLean den Vorkampf im Weitsprung und erreichte mit 6,655 m den sechsten Platz und verpasste damit knapp das Finale, für den sich nur die besten Fünf qualifizierten. Zwei Tage später beteiligte er sich auch noch am Dreisprung und Standdreisprung, jedoch gehörte er dort nicht zu den besten Sechs bzw. besten Vier, für die eine Weite gemessen und eine Platzierung festgelegt wurde.
Die Platzierungen bei Olympischen Spielen für John Frederick McLean:
- II. Olympische Sommerspiele 1900, Paris
  - 110 m Hürden – Silber mit 15,5 s (Gold an Alvin Kraenzlein aus den USA mit 15,4 s; Bronze an Frederick Moloney aus den USA mit 15,6 s)
  - Weitsprung – Sechster mit 6,655 m (Gold an Alvin Kraenzlein aus den USA mit 7,185 m)
  - Dreisprung – teilgenommen, Platz und Leistung unbekannt (Gold an Meyer Prinstein aus den USA mit 14,47 m)
  - Standdreisprung – teilgenommen, Platz und Leistung unbekannt (Gold an Ray Ewry aus den USA mit 10,58 m)

Anmerkung: Mit Ausnahme der Zeit des Siegers sind die Laufzeiten geschätzt, da es für die Platzierten keine Zeitmessung gab. Bei ihnen wurde der Rückstand auf den Sieger oder Vorplatzierten mit einer Längenangabe festgestellt.
Nach den Spielen in Paris beendete er schon bald seine sportliche Karriere und nahm einen Lehrauftrag am Knox College in Galesburg (Illinois) an. Mitte der 1930er Jahre betätigte er sich als Investmentbanker.